# 穆罕默德·马哈茂德·阿拉姆
穆罕默德·马哈茂德·阿拉姆（1935年7月6日—2013年3月18日）是一位已退役的巴基斯坦战斗机驾驶员、F-86佩刀战斗机王牌飞行员、曾在巴基斯坦空军中服役的一星将军。他由于在第二次印巴战争中的表现被授予勇气星章。

## 生平
阿拉姆主要以1965年在萨戈达作战时的战功而知名。他驾驶F-86佩刀参与了数次空战。巴基斯坦的资料声称他击落九架印度战机，其中六架为Hawker Hunter。据称有一次他在一分钟之内击落了5架印度战机。但印度方面称阿拉姆只击落了四架战机。
2013年3月18日，阿拉姆於卡拉奇因病逝世。